# Olesjky
Olesjky (ukrainska: Олешки uttal (fil)) är en stad i Cherson oblast i Ukraina med omkring 24 000 invånare (2021). Folkmängden uppgick till 25 172 invånare i början av 2012.
Olesjky ligger i närheten av  ökenområdet Olesjky Sands.
Staden invaderades av ryska trupper den 24 februari 2022 i samband med Rysslands invasion av Ukraina 2022 och den 14 april 2022 hissade de Rysslands flagga på stadshuset. Ryssarna lämnade staden under  november 2022 i samband med återtåget från Cherson oblast och i december meddelade ukrainska myndigheter att Olesjky hade befriats.